# Корнійчук Анатолій Васильович
Анато́лій Васи́льович Корнійчу́к (9 травня 1957) — український державний діяч. Кандидат сільськогосподарських наук. Постійний Представник Президента України в Криму (1999—2002).

## Життєпис
Народився 9 травня 1957 року в селі Бобриця на Житомирщині. Закінчив Кримський сільськогосподарський інститут (1980), Вищу партійну школу при ЦК КП України (1989).
У 1980—1982 — старший агроном Первомайського районного управління сільського господарства;
У 1982—1994 — інструктор оргвідділу Первомайського райкому Компартії України, в. о. заступника редактора районної газети, заступник голови, голова Первомайського райвиконкому;
У 1990—1994 — депутат райради;
У 1995—1998 — голова Первомайської райдержадміністрації;
У 1998 — заступник голови Ради міністрів Автономної Республіки Крим;
У 1999—2002 — Постійний Представник Президента України в Автономній Республіці Крим
депутат ВР АРК 2 скликання. Керівник Кримської республіканської організації Аграрної партії України з 1998 р.

## Автор праць
- Корнійчук Анатолій Васильович. Формування густоти безвисадкових насінників цукрових буряків у зрошуваних умовах Криму: Дис… канд. с.-г. наук: 06.01.05 / Інститут цукрових буряків УААН. — К., 2002. — 120 арк. — Бібліогр.: арк. 100—113.[2]

## Нагороди та відзнаки
- орден «За розбудову України» (2001),
- пам'ятна медаль «10 років МВС України» (2001),
- орден «За заслуги» III ступеня.